# Салонцукор
Салонцукор (мађ. szaloncukor, слч. salónka, рум. bomboane de pom) је врста слаткиша која се традиционално повезује са Божићем у Мађарској, Румунији и Словачкој. Обично је направљен од фондана, прекривен чоколадом и умотан у сјајну фолију у боји, а затим окачен на јелку као украс.
Сваке године се потроши скоро килограм и по по домаћинству за време Божића.
Традиција качења ових бомбона на јелку започела је у 19. веку. Назван је салонцукор јер је дрво обично стајало у салону.
Назив потиче од немачко-аустријског Salonzuckerl, због чега је првобитни назив био szalonczukkedli.

## Производња
Цео поступак је био ручни док се нису појавиле машине за фондан. Последњи део поступка који је требало механизовати било је лупање краја папирног поклопца. С обзиром на то да има тако типичан облик да се задржи, овај део није био изостављен.
Фондан бомбоне су првобитно долазиле у неколико укуса (на пример, ванила и јагода), али сада постоје разне бомбоне, укључујући желе, кокос, лешник и многе друге укусе. Обично се окачи на дрво уз помоћ канапа или малих металних кукица. За децу се сматра традиционалним, без обзира колико се одрасли мрште, испразнити све омоте на дрвету пре него што сезона заврши.

## Историја
Најранија верзија овог десерта од фондана појавила се током 14. века у Француској. Рецепт је мењан кроз године европске кондиторске историје. Француски посластичар Пјер-Андре Манион је у 17. веку увео рецепт у Немачку.
Популарност фондан бомбона стигла је до Мађарске када су немачке занатлије тамо мигрирали у 19. веку. Немачке богате породице подизале би јелке у улазним ходницима својих домова (зване салони) и украшавале их слаткишима умотаним у сјајни папир.
Такви бомбони први пут су направљени у 14. веку у Француској. Почетком 19. века долази преко немачких посредника у Угарску. 1891. мађарско-француски кувар и предузетник Хегиеси Јозеф сковао је име Салонцукор.
Масовну производњу фондан бомбона умотаних у фолију произвели су мотори на парни погон 1883. у Мађарској, углавном намењени за прављење традиционалних колача марке Жербо.
Породица Гезе Куглера основала је фабрику чоколаде 1886. Жербо и Куглери су усвојили сваки своју верзију рецепта и објавили књиге рецепата из 19. века за мађарске кондиторске производе.
Куглери су 1941. отворили највећу фабрику чоколаде у Мађарској.
Године 1951. основана је фабрика чоколаде DEVA  у Требишову, која је производила један од најпознатијих чоколадних божићних слаткиша у Словачкој, укључујући и "салон бомбоне".